# Pterocles
Pterocles là một chi chim trong họ Pteroclidae.